# Big Sandy (Tennessee)
Pour les articles homonymes, voir Big Sandy.
Big Sandy est une municipalité américaine située dans le comté de Benton au Tennessee.
Fondée vers 1860 pour les besoins du chemin de fer, la localité est nommée en référence à la Big Sandy (en), rivière qui la borde à l'est. Elle devient une municipalité en 1903.
Selon le recensement de 2010, Big Sandy compte 557 habitants. La municipalité s'étend alors sur une superficie de 0,71 milles carrés (1,84 km2).